# 宋連甲
宋連甲（？—？），字貫忱，黑龙江省呼兰府人，中华民国政治人物。

## 生平
1913年3月21日，黑龙江省议会选举产生。议长初为孙兰升，后由梁声德接任。副议长初为刘瑞寿，后由宋连甲、潘万超相继接任。
1918年，宋連甲当选安福国会参议员。1920年，安福国会被解散。
黄维翰于1908年纂修、1911年完稿《呼兰府志》。《呼兰府志》书前有两序，一序为东三省总督徐世昌作，另一序为黑龙江省军务督理兼巡按史朱庆澜作。该志还有一跋，为呼兰部民宋连甲作。民国四年（1915年）十月，呼兰部民宋连甲所作的《〈呼兰府志〉跋》曰：
呼兰之为府九年耳，前乎此为军府，后则并其所属俱夷为县。其位置偏国东北，偏省之东南。榛莽初辟，文献无征，吏其地难，志其地尤难。设府之第三年，崇仁黄公申甫实来莅之，维时警政惰窳城乡学各四校，乡民疑沮不敢就，积案至三四百起，囚系近二百人。乡民困于重征，而又议加三费捐，公惄然忧之，日夕谋所以惠吾民者，以廉律己，以严绳吏，以公诚孚士民，门无留宾，案无留牍。败类莠民不敢出于其途。期年而呼兰大治，学校扩至二十八所，有初级师范、有工业、有警察、有高初各等、有幼女校、私塾之改良者尤夥，官私学生多至数千人。又常会课生徒，捐廉俸奖勉之，如父师之督其子弟。城乡警察，自长警以下无不受教育者。警费旧时垧收江钱八百，公减为五百五十，津贴、晾网地租胥罢之。三费捐则坚持之不奉行。津贴晾网地租者，旧时官署办公补助费也，岁入可二万余吊。三费捐创行于四川，而海伦禀准仿办，垧收江钱三百，为官署相验勘解费，提法司下其法于郡、州、县，岁入可六万余吊，而公恤吾民，不忍瘠之以自润。合之警费，岁为吾民轻其担负总江钱十三万吊有奇。乡民封纳租课者，公恒命之，前询其土俗丰歉，色愉甚。乡民初不知其为一郡长官也。在郡二年又五月量移龙江。其去也，亦以恤吾民，故时议设呼兰审检各厅，岁需经费三万金，省库支绌，胥欲责之地方。公曰：“民甫苏息，安忍重困之耶？”乃累请开缺，故有龙江之行。公在郡尝搜辑遗闻逸事编为府志，改革以后，闻公乡居力田，谢绝世事，不知此书成否？乙卯夏，公以与修我省通志相遇于龙江，始得此书读之。计分地理、政治、财赋、交通、外交、祠祀、学务、武事、人物、礼俗、物产、艺文各略都十二卷。他郡邑志号称精核者，不过地志善本耳。公则抒其经世之学，皆于此书发之，其倦倦于我呼兰一隅，永久不磨，盖与郡人士之思公者如出一辙也。民国四年十月，呼兰部民宋连甲